# 羽牟裕一郎
羽牟 裕一郎（はむ ゆういちろう、1967年5月6日 - ）は、日本の医師。医学博士。2015年5月まで日本バレーボール協会の会長を務めた。

## 人物
1967年5月6日、鹿児島県加世田市（現：南さつま市）出身。鹿児島大学医学部卒業及び鹿児島大学大学院修了。
バレーボールの審判員資格を保持し、Vリーグ公式戦に副審として参加した経験を持つ。
整形外科医、麻酔科医として鹿児島県南さつま市に羽牟クリニックを開業、ペインクリニックを中心に診療に携わる一方で、日本バレーボール協会に請われて男女日本代表チームの海外遠征にチームドクターとして帯同したこともある。
2003年に国際バレーボール連盟、アジアバレーボール連盟の双方にてそれぞれ医事委員会委員長に就任。日本協会でも医事委員会委員長を務め、2011年に理事に選出されている。
日本協会理事としては国際事業本部本部長を担当し、ワールドカップを始めとする日本国内に於けるバレーボール国際大会の開催に際しては実行責任者として指揮を執った。
2013年に理事に再任されると共に、中野泰三郎の後を受けて日本協会会長及び理事会代表理事に選出され、就任した。
2015年5月18日の協会理事会において解任動議が可決され、会長職を退任。

## 役職
- 日本バレーボール協会　会長（2013 - 2015年）
- 国際バレーボール連盟　医事委員会委員長
- アジアバレーボール連盟　医事委員会委員長